# Slovenska vas, Pivka
Slovenska vas este o localitate din comuna Pivka, Slovenia, cu o populație de 46 de locuitori.